# Epicoma signata
Epicoma signata är en fjärilsart som beskrevs av Walker. Epicoma signata ingår i släktet Epicoma och familjen tandspinnare. Inga underarter finns listade i Catalogue of Life.